# Anatoli Awraamowitsch Bychowski
Anatoli Awraamowitsch Bychowski (russisch Анатолий Авраамович Быховский, beim Weltschachbund FIDE Anatoly A Bykhovsky; * 30. April 1934 in Ischewsk) ist ein russischer Schachspieler und -trainer.

## Leben
Bychowski verbrachte die ersten zehn Jahre seines Lebens in Ischewsk, Moskau und Molotow. Danach kehrte er mit seiner Familie nach Moskau zurück. Er besuchte die Schachsektion im Pionierhaus und war Mitglied der Moskauer Jugendmannschaft. Im Halbfinale der Moskauer Stadtmeisterschaft 1958 erfüllte er die Norm für den Titel Meister des Sports der UdSSR. Die Stadtmeisterschaft von Moskau 1963, die als Viertelfinale der sowjetischen Meisterschaft ausgetragen wurde, gewann er mit 9,5 Punkten aus 14. In einem Turnier der Sportvereinigung Burewestnik qualifizierte er sich für das Finale der sowjetischen Meisterschaft 1965 in Tallinn. Dort teilte er mit 9 Punkten aus 19 den zehnten Platz mit Viktor Kortschnoi und Wladimir Simagin. Bychowski nahm in den 1960er Jahren auch an einigen internationalen Turnieren (Moskau 1962, Belgrad 1963, Kislowodsk 1964, Belgrad 1967) teil. Den Titel eines Internationalen Meisters verlieh ihm die FIDE erst 1982, die Normen dafür erspielte er sich bei Turnieren in Reggio Emilia 1978/79 (2. Platz hinter Ralf Hess) und 1981/82 (3. Platz hinter Arne Dür und Rafael Vaganian).
Im Jahr 1956 absolvierte Bychowski ein Studium an der Höheren Technischen N. E. Bauman-Schule in Moskau, anschließend arbeitete er an einem Forschungsinstitut. Ab 1967 bis zur Auflösung der Sowjetunion war er Cheftrainer der sowjetischen Jugendmannschaft. Er war an der Organisation der Wettkämpfe der Pionierfreundschaften Belaja Ladja und der Turniere der Pionierpaläste maßgebend beteiligt. In Anerkennung seiner Leistungen wurde er 1975 mit dem Titel Verdienter Trainer der UdSSR und 1981 mit dem Ehrenzeichen geehrt. Seit 1993 trägt Bychowski den Titel eines Internationalen Schiedsrichters. Als Trainer arbeitete er in den 1990er-Jahren mit Alexander Grischtschuk und Boris Gratschow zusammen. Bychowski ist seit 2003 Vorsitzender des Trainerrats im russischen Schachverband.
| Hier fehlt eine Grafik, die leider im Moment aus technischen Gründen nicht angezeigt werden kann. Wir arbeiten daran! |

## Privates
Sein Vater Abram (Awraam) Bychowski (1895–1972) war in leitenden Funktionen in der Rüstungsindustrie tätig, unter anderem als Direktor der Ischstal-Fabrik in Ischewsk. Für seine Arbeit wurde er mit dem Titel Held der sozialistischen Arbeit, dem Suworoworden der ersten Klasse und mehreren Leninorden ausgezeichnet.